# Río Gállego
El Gállego (en aragonés río Galligo) es un río de la península ibérica que discurre por la comunidad autónoma española de Aragón. Se trata de uno de los principales afluentes del Ebro. Drena una cuenca de 4008,8 km² y tiene una longitud de 193,2 km. La superficie de la cuenca hidrográfica es de alrededor de 4000 km².
El curioso nombre de este río deriva del nombre en latín de su lugar de procedencia, la Galia: el Gallicus, el Gállego.

## Geografía
El río Gállego nace en el pirenaico Col d'Aneu, a 2200 metros de altura, en las proximidades del collado del Portalet. Se abre paso por el valle de Tena recorriendo los municipios de Sallent, Panticosa y Biescas, cortando las sierras exteriores en la Foz de Santa Elena. 
En la cuenca alta es donde recibe los principales afluentes: río Aguas Limpias (regulado por el pantano de la Sarra), Caldarés, Escarra, Lana Mayor y Aurín, que son los que determinan en gran parte el caudal y las características del río Gállego. En la cuenca media y baja, los ríos Guarga, Seco, Asabón y Sotón aportan escaso caudal. Está regulado el curso del río por los embalses hidroeléctricos del Gállego, Lanuza, Búbal, Sabiñánigo y los de regadíos de La Peña y Ardisa, del que se deriva el agua al pantano de La Sotonera a través del canal del Gállego (90 m³/segundo). 
Este curso alto, entre el embalse de Lanuza y el de Búbal, se encuentran las estrechas gargantas de Escarrilla y Costechal, separadas por la desembocadura del río Escarra, ambas propicias para el desarrollo del barranquismo. En su tramo alto se practica piragüismo en aguas bravas al igual que en sus afluentes el Caldares y el Escarra. 
A partir de Sabiñánigo comienza a describir un amplio codo hasta Triste, desde donde prosigue nuevamente su primitiva dirección N-S para no dejarla ya hasta su incorporación al río Ebro, a la altura de Zaragoza.

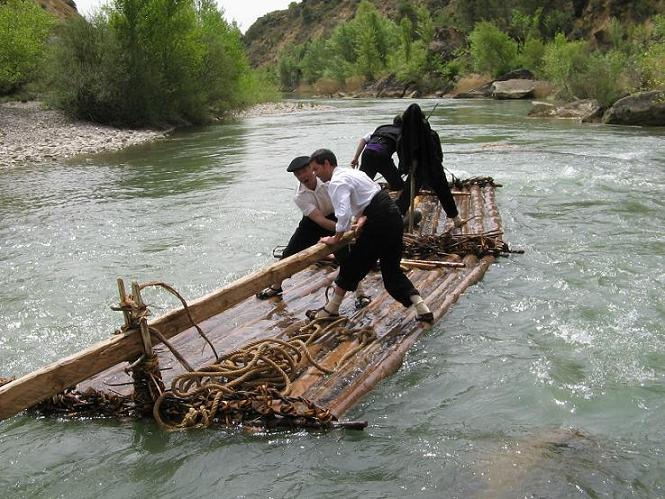
Navata en el río Gállego

Aguas abajo del pantano de Ardisa, en el término municipal de Puendeluna, se deriva en un azud del que parte el canal que, pasando por las poblaciones de Puendeluna y Marracos, suministra de agua a la central eléctrica del Salto del Lobo para después volver a unir su caudal al río. Es una zona donde la práctica de barranquismo y rafting, alcanza su máximo desarrollo cerca de Murillo de Gállego, aguas abajo del embalse de la Peña, zona en la que supone un importante aporte a la economía local.
Aguas abajo de este punto comienza el Bajo Gállego. El cauce se encuentra con nuevos azudes, como el de Ontinar o el del Rabal, que alimentan los sistemas de riego de las acequias de Camarera, Urdán, o Rabal. Se trata de una zona protegida como zona especial de conservación por su valor como corredor natural.
El caudal del Gállego en su desembocadura en Zaragoza es débil; la intensa regulación y las derivaciones caudal provocan que su caudal medio actual represente el 10% de su caudal natural.

## Medio ambiente

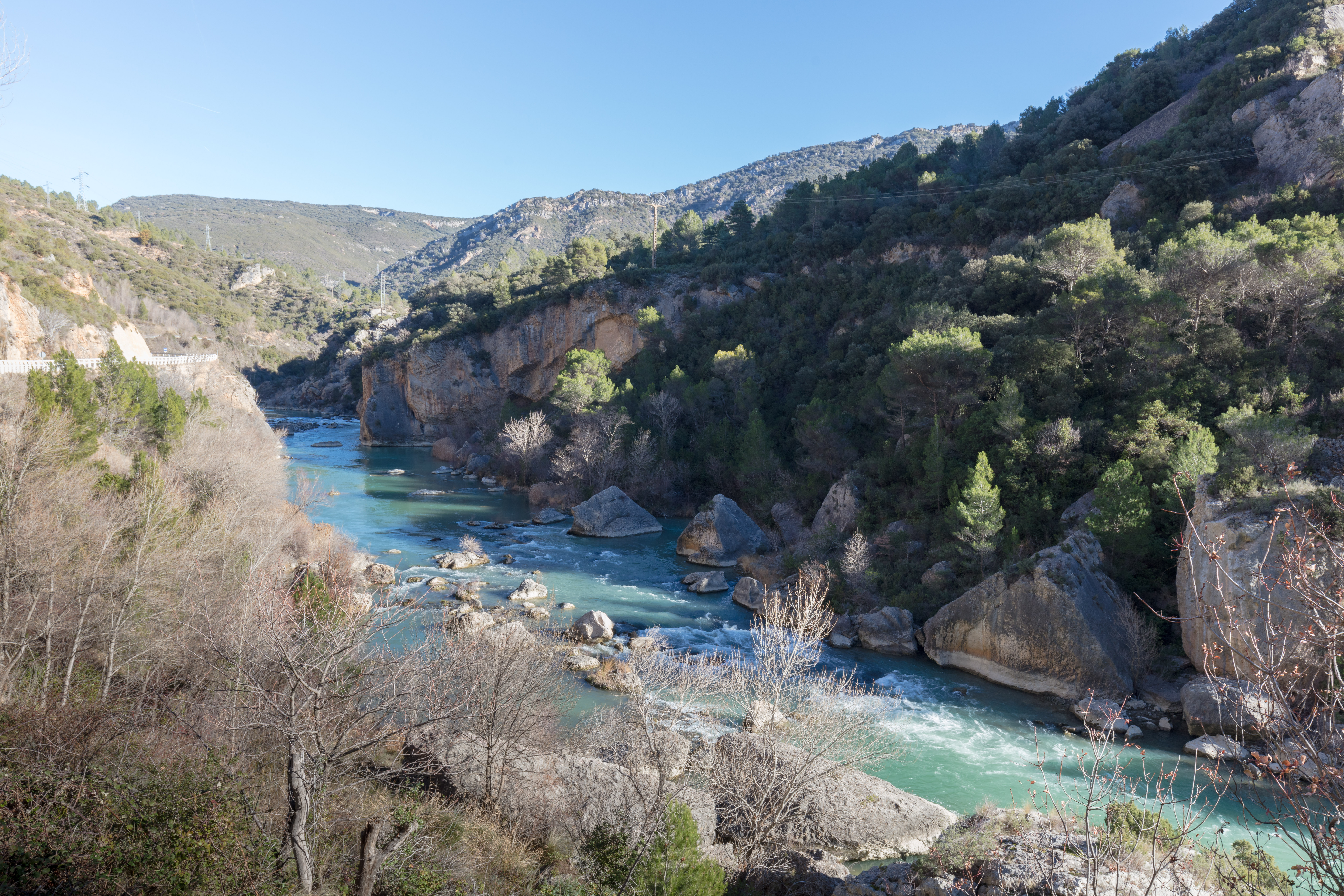
El Gállego en las cercanías de Mallos de Riglos.

### Ribera de Biescas
La cabecera del río está protegida como zona especial de conservación (ZEC) por su valor ambiental.

### Contaminación en Sabiñánigo
El río sufrió un importante impacto medioambiental debido a un importante vertido de lindano por parte de una empresa de pesticidas, contaminación que afectó a parte del municipio. Fuentes oficiales han calculado que entre 1975 y 1989 fueron arrojadas entre 115 000 y 160 000 toneladas de residuos tóxicos desde dos vertederos en Sabiñánigo, que de alguna forma se filtraron parcialmente al río.

### Bajo Gállego
El tramo de sotos de ribera desde Gurrea de Gállego hasta Montañana, donde comienza la zona antropizada en el entorno urbano de Zaragoza, forma una segunda zona protegida como ZEC por su valor como corredor biológico que unifica otras zonas ambientales.